# 산터우시
산터우시(중국어 간체자: 汕头, 정체자: 汕頭, 병음: Shàntóu, 한자음: 산두)는 중화인민공화국 광둥성 동부 해안에 위치한 지급시이다. 인근 도시인 제양시, 차오저우시와 함께 차오산 도시권을 형성한다.
19세기에 서구와의 조약을 통해 개항한 항구 중 하나이다. 1980년대에는 경제특구로 지정되었으나 다른 특구인 샤먼시, 주하이시, 선전시에 비해 성과가 미미한 편이다. 또한 산터우 자수로 유명하다.

## 역사
산터우 시 지역은 고대에는 연해 충적지였다. 송대에 촌락이 형성되어 게양현 포강도에 속했다. 원대가 되면서 큰 어촌이 형성되어 하령이라고 칭했다. 명 초에는 봉주수어천호소가 설치되어 1563년(가정 42년), 조주부에 징해현이 설치되면서, 이것에 귀속되었다. 청나라 강희 연간에 사산두포대가 쌓아 올려져 옹정 연간에는 산터우로 줄여 칭하게 되었다. 1756년(건륭 21년), 청나라 정부는 용강 하구의 마서도에 상관을 설립했다.
제2차 아편 전쟁을 거치면서, 그때까지 사용하고 있던 조주 항의 치안이 악화되어, 대체 항으로서 1861년에 대외에 개항되었다. 이후 광둥성 동부의 관문으로서의 지위를 얻어 발전이 가속되었다. 1919년 겨울에 산터우 시정국이 설치되어 1921년 7월 시정청이 설치되었다. 1930년 정식으로 시정이 시행되어 광둥성 정부에 속했다. 중화인민공화국 성립 후 1958년, 산터우 전구가 설치되어 명실공히 차오산 지구의 중심지가 되었다. 1981년에 경제 특구로 지정되었지만, 선전이나 주하이에 비해 경제발전은 더디게 진행되었다. 1991년 행정 구역의 분할을 해 차오저우 시, 제양 시가 새롭게 지급시로 독립했다.

## 지리
지리적으로 광둥 성 동부의 차오산 평원의 연해부에 있으며, 서쪽과 남쪽은 제양 시, 북쪽은 차오저우 시에 접한다. 동쪽은 남중국해에서 해상에 떠오르는 남오도 시역에 속한다. 북쪽에는 상푸산, 장득암산, 용갱산, 향로산이라는 산이 있다. 대하인 용강과 지류의 홍련지하, 포제하가 시가지를 흘러 이전에는 용강으로 동서로 갈라지는 형태가 되고 있었지만, 현재는 샨터우하이 만 대교가 건설되어 하나로 연결되어 있다. 용강의 하구에는 마서도, 덕주서 등의 섬들이 산재한다.

### 기후
아열대의 몬순 기후에 속하며, 여름에는 비가 많고, 가을에는 태풍의 영향을 받아 연평균 강수량은 2,420mm이다. 연평균 기온은 22.6°C이고 1월 평균 기온은 14.8°C, 7월 평균 기온은 29.1°C이다.
| 산터우시의 기후                                               | 산터우시의 기후 | 산터우시의 기후 | 산터우시의 기후 | 산터우시의 기후 | 산터우시의 기후 | 산터우시의 기후 | 산터우시의 기후 | 산터우시의 기후 | 산터우시의 기후 | 산터우시의 기후 | 산터우시의 기후 | 산터우시의 기후 | 산터우시의 기후 |
| 월                                                            | 1월             | 2월             | 3월             | 4월             | 5월             | 6월             | 7월             | 8월             | 9월             | 10월            | 11월            | 12월            | 연간            |
| ------------------------------------------------------------- | --------------- | --------------- | --------------- | --------------- | --------------- | --------------- | --------------- | --------------- | --------------- | --------------- | --------------- | --------------- | --------------- |
| 역대 최고 기온 °C (°F)                                        | 29.0 (84.2)     | 29.7 (85.5)     | 31.6 (88.9)     | 33.8 (92.8)     | 35.5 (95.9)     | 36.9 (98.4)     | 38.8 (101.8)    | 37.6 (99.7)     | 36.9 (98.4)     | 34.1 (93.4)     | 32.2 (90.0)     | 29.4 (84.9)     | 38.8 (101.8)    |
| 일평균 최고 기온 °C (°F)                                      | 18.8 (65.8)     | 19.3 (66.7)     | 21.6 (70.9)     | 25.4 (77.7)     | 28.7 (83.7)     | 31.1 (88.0)     | 32.7 (90.9)     | 32.5 (90.5)     | 31.5 (88.7)     | 28.7 (83.7)     | 25.1 (77.2)     | 20.9 (69.6)     | 26.4 (79.5)     |
| 일일 평균 기온 °C (°F)                                        | 14.8 (58.6)     | 15.3 (59.5)     | 17.7 (63.9)     | 21.7 (71.1)     | 25.3 (77.5)     | 27.9 (82.2)     | 29.1 (84.4)     | 28.9 (84.0)     | 27.9 (82.2)     | 25.0 (77.0)     | 21.1 (70.0)     | 16.8 (62.2)     | 22.6 (72.7)     |
| 일평균 최저 기온 °C (°F)                                      | 11.8 (53.2)     | 12.6 (54.7)     | 15.0 (59.0)     | 18.9 (66.0)     | 22.8 (73.0)     | 25.5 (77.9)     | 26.4 (79.5)     | 26.2 (79.2)     | 25.2 (77.4)     | 21.9 (71.4)     | 17.9 (64.2)     | 13.6 (56.5)     | 19.8 (67.7)     |
| 역대 최저 기온 °C (°F)                                        | 1.9 (35.4)      | 2.1 (35.8)      | 3.0 (37.4)      | 8.8 (47.8)      | 15.1 (59.2)     | 18.0 (64.4)     | 20.8 (69.4)     | 21.6 (70.9)     | 18.1 (64.6)     | 8.2 (46.8)      | 4.6 (40.3)      | 0.3 (32.5)      | 0.3 (32.5)      |
| 평균 강수량 mm (인치)                                         | 38.0 (1.50)     | 48.2 (1.90)     | 85.9 (3.38)     | 146.5 (5.77)    | 194.3 (7.65)    | 283.0 (11.14)   | 223.2 (8.79)    | 282.9 (11.14)   | 149.2 (5.87)    | 34.0 (1.34)     | 43.5 (1.71)     | 40.9 (1.61)     | 1,569.6 (61.8)  |
| 평균 강수일수 (≥ 0.1 mm)                                      | 6.1             | 8.7             | 10.8            | 11.4            | 14.0            | 16.4            | 13.8            | 13.7            | 9.2             | 3.7             | 4.4             | 6.1             | 118.3           |
| 평균 상대 습도 (%)                                            | 74              | 77              | 78              | 79              | 80              | 83              | 80              | 80              | 76              | 69              | 72              | 71              | 77              |
| 평균 월간 일조시간                                            | 144.8           | 112.5           | 112.0           | 127.3           | 153.8           | 172.6           | 241.9           | 214.5           | 202.7           | 211.9           | 176.8           | 160.0           | 2,030.8         |
| 가능 일조율                                                   | 43              | 35              | 30              | 33              | 37              | 43              | 58              | 54              | 55              | 59              | 54              | 48              | 46              |
| 출처: 중국기상국 (평년값: 1991년~2020년, 극값: 1971년~2010년) |                 |                 |                 |                 |                 |                 |                 |                 |                 |                 |                 |                 |                 |

## 경제
산터우의 경제는 광둥 성 기준에서 중간 규모에 속한다. 제조업이 가장 큰 부분을 차지하고 고용의 비중이 증가하고 있다. 통조림 제조, 의복, 석판 인쇄, 플라스틱, 장난감 등이 주요 생산품이다. 장난감 제조는 도시의 선도적인 수출 산업으로 매년 4억 달러를 해외에 수출한다.
구이위는 차오양 구에서 가장 인구가 조밀한 마을로 지구상에서 가장 큰 전기전자기기 폐기물 매립지이다. 이것은 건강과 환경 문제를 초래하였고 그린피스와 같은 국제 기구들의 관심을 불러일으키고 있다.

## 주민
산터우는 중국에서 가장 인구 밀도가 높은 지역 중 하나이다. 대부분의 주민들은 민족적으로 조주인이다. 또한 일반적으로 반산객(半山客)으로 알려진 객가인이 주로 차오양 구와 차오난 구에 거주한다. 만다린 교육 시스템 덕분에 대부분의 사람들, 특히 젊은 세대들은 푸퉁화를 유창하게 구사한다.
정부 통계에 따르면 타이와 캄보디아에 거주하는 조주인과 함께 216만 명의 화교가 산터우에 뿌리를 두고 있다. 이것은 방콕과 산터우 간의 직항 항공편이 특히 많은 이유를 설명해준다. 더욱이 중국남방항공의 방콕과 산터우 간의 비행편에는 최소한 두 명의 조주어를 말할 수 있는 승무원이 배치되어있다.

## 행정 구역
6개의 시할구 1개의 현으로 구성된다
| 산터우시 현급구역 | #         | 이름   | 간자   | 면적(km2) | 인구(명) |
| ----------------- | --------- | ------ | ------ | --------- | -------- |
|                   |           |        |        |           |          |
| 시할구            |           |        |        |           |          |
| 1                 | 청하이 구 | 澄海区 | 345.23 | 71만      |          |
| 2                 | 룽후 구   | 龙湖区 | 103.13 | 36만      |          |
| 3                 | 진핑 구   | 金平区 | 108.71 | 74,4만    |          |
| 4                 | 하오장 구 | 濠江区 | 134.88 | 27.2만    |          |
| 5                 | 차오양 구 | 潮阳区 | 646.67 | 150만     |          |
| 6                 | 차오난 구 | 潮南区 | 596.42 | 110만     |          |
| 현                |           |        |        |           |          |
| 7                 | 난아오 현 | 南澳县 | 111.53 | 7만       |          |

## 교통

### 항공

#### 민간
- 제양 차오산 국제공항

#### 군용
- 산터우 와이샤 공항

### 철도
- 산터우 역

## 같이 보기
- 차오저우시